# Casearia nigricolor
Casearia nigricolor là một loài thực vật có hoa trong họ Liễu. Loài này được Sleumer mô tả khoa học đầu tiên năm 1934.